# Taupe du Levant
Talpa levantis
Espèce
Statut de conservation UICN

 LC  : Préoccupation mineure
La Taupe du Levant (Talpa levantis) est une espèce de Mammifères appartenant à la famille des Talpidés (Talpidae). On rencontre cette taupe en Eurasie, dans une zone allant de la mer Égée à la mer Caspienne.

## Habitat et répartition

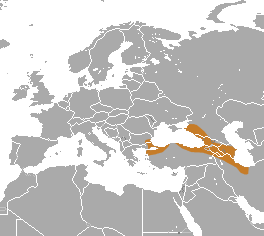
Carte de répartition en Eurasie

Talpa levantis est un animal terrestre.
C'est une taupe est originaire des environs de la mer Noire, entre la mer Mer Égée et la mer Caspienne : Armenie, Azerbaïdjan, Bulgarie, Géorgie, Iran, Russie et Turquie.

## Classification
Cette espèce a été décrite pour la première fois en 1906 par le zoologiste britannique Michael Rogers Oldfield Thomas (1858-1929).
Classification plus détaillée selon le Système d'information taxonomique intégré (SITI ou ITIS en anglais) :
 Règne : Animalia ; sous-règne : Bilateria ; infra-règne : Deuterostomia ; Embranchement : Chordata ; Sous-embranchement : Vertebrata ; infra-embranchement : Gnathostomata ; super-classe : Tetrapoda ; Classe : Mammalia ; Sous-classe : Theria ; infra-classe : Eutheria ; ordre : Soricomorpha ; famille des Talpidae ; sous-famille des Talpinae ; tribu des Talpini ; genre Talpa.
Traditionnellement, les espèces de la famille des Talpidae sont classées dans l'ordre des Insectivores (Insectivora), un regroupement qui est progressivement abandonné au XXIe siècle.

### Liste des sous-espèces
Selon Mammal Species of the World (version 3, 2005)  (15 octobre 2015) et Catalogue of Life (15 octobre 2015) :
- sous-espèce Talpa levantis levantis Thomas, 1906
- sous-espèce Talpa levantis minima Deparma, 1960
- sous-espèce Talpa levantis talyschensis Vereschchagin, 1945
- sous-espèce Talpa levantis transcaucasica Dahl, 1944